# Entrevigado
Un entrevigado es un sistema de forjado construido a través de elementos lineales jerarquizados, cuya cantidad varía dependiendo de la luz que deba salvar. Normalmente está formado por vigas y viguetas.
La jerarquización obliga a que los elementos primeros apoyen en la estructura, los segundos en los primeros, y así tantos como hubiere. Pueden aparecer elementos especiales, tales como los brochales.
Es un sistema característico de sistemas estructurales en madera y hormigón.
- Datos: Q5834519